# 新立城水库
新立城水库位于中国吉林省长春市南关区，距市中心20千米，是以供水为主，兼有防洪、养殖等功能的大（二）型水库。业主为新立城水库管理局。
2002年以新立湖国家水利风景区之名被水利部列为国家水利风景区。

## 技术指标
新立城水库的正常蓄水位（兴利水位）为219.63米。汛期为6月1日至9月30日。主汛期为7月1日至8月20日，为预留防洪库存而降低至汛限水位218.83米，对应汛限库容2.90亿立方米。调洪库容3.02亿立方米。设计洪水位220.48米，校核洪水位222.64米，防浪墙顶高程225.15米。
多年平均径流2.34亿立方米。库区退赔至221.0米高程。
新立城水库原设计水量利用系数仅0.66，平均每年泄洪弃水6772万立方米。设计供水量8880万立方米。
坝址河谷平地高程207米。水库工程包括粘土坝、第一溢洪道（最大泻量1100立方米/秒）、第二溢洪道（最大泻量1940立方米/秒）、输水洞。设计洪水标准为100年，校核洪水标准为可能最大洪水PMP。
有记录的历史洪水第一位为1896年，洪峰流量1790立方米/秒，重现期105年。第二至四位历史有记录历史洪水为：1989年、1953年、1994年、1985年，洪峰流量为1606、1050、798、711立方米/秒。另调查中1885年洪水洪峰流量3450立方米/秒，为180年一遇。据此计算出可能最大降雨400毫米下，可能最大入库洪水6850立方米/秒，七天洪量7.80亿立方米，达到校核洪水位222.64米，库容5.92亿立方米，按水库最大泄洪能力最大泻量3072立方米/秒；百年一遇洪水4320立方米/秒，七天洪量4.55亿立方米，坝址水位221.46米，库容4.84亿立方米，最大泻量2530立方米/秒。

## 历史
新立城水库1958年7月开工建设，1960年正式蓄水。1962年11月竣工。水库上游干流建有寿山水库，控制流域面积91.5平方千米；支流伊丹河建有石门水库，控制流域面积124平方千米；支流干沟子河建有三联水库，控制流域面积90平方千米。三库均建于1958年。上游还建有10余座小型水库、坝塘102座。
原设计正常蓄水位218.83米，相应库容2.90亿立方米；死水位210.83米，相应库容1500万立方米；汛限水位与正常蓄水位相同。设计年发电量47万千瓦小时，1995年电站报废。
1965年11月至1967年6月，溢洪道自由式溢洪堰改建为三孔泄洪闸，作为第一溢洪道。1975年被列为全国重点险库之一。1976年6月至11月以三日降水400毫米不溃坝为目标，在原溢洪道西侧开挖宽50米的临时溢洪道作为度汛保坝措施，安全加固竣工后作为第二溢洪道。1983年至1989年按防御可能最大洪水进行水库的保坝建设。1997年加固第一溢洪道，泄洪闸顶高程抬高至220.18米，施工结束后发现下游坝肩处出现裂缝，裂缝拉张宽度和坝体位移逐年明显加剧，2001年完成除险加固遗留问题的处理工程。
建库以来最高水位出现在2013年4月16日，水位线达到219.98米。

## 下游防洪
新立城水库是伊通河长春城区防洪的关键控制工程。水库的防洪标准仍维持原设计的100年一遇。伊通河长春城区堤防工程（南关大桥断面）1985年之前的平槽泻量为100立方米/秒；1985年洪水后是按300年一遇标准建设，最大保证洪量为520立方米/秒，治理后为853立方米/秒。新立城水库遭遇300年一遇洪水控制泻流460立方米/秒，保证长春市区段防洪安全。60立方米/秒是为从新立城水库到长春城区之间的伊通河支流汇流预留。新立城水库遭遇300年至1000年一遇洪水控制泻流630立方米/秒。新立城水库遭遇千年以上一遇洪水按水库最大泻流能力泄洪。
伊通河长春城区段有一坝三闸，分别是卫星桥北橡胶坝、自由桥北的自由拦河闸、东莱桥(东荣大桥附近)北兴华拦河闸、北环城路附近的四化拦河闸，最后汇入饮马河。其中，卫星桥北橡胶坝是充气式的，当需要拦水时，用鼓风机给充气装置充上气后，即将坝拦住；需要泄洪时，就将气放掉。其他三道闸则是液压式的。自由拦河闸建成于1999年，属大跨度双悬臂平板钢闸门，采用斜式液压翻板启闭系统。